# Santa María del Tiétar
Santa María del Tiétar är en kommun i Spanien.   Den ligger i provinsen Provincia de Ávila och regionen Kastilien och Leon, i den centrala delen av landet, 70 km väster om huvudstaden Madrid. Antalet invånare är 568. Arean är 12,0 kvadratkilometer. Santa María del Tiétar gränsar till Sotillo de la Adrada och Casillas. 
Terrängen i Santa María del Tiétar är huvudsakligen kuperad, men åt sydväst är den platt.